# Калиспел (индейская резервация)
Калиспел (англ. Kalispel Reservation) — индейская резервация, расположенная на Северо-Западе США в северо-восточной части штата Вашингтон.

## История
Первоначально пан-д’орей проживали на территории современной канадской провинции Британская Колумбия, затем мигрировали юго-восточнее, на Великие равнины, откуда были вытеснены конфедерацией черноногих в район озера Панд-Орей. В 1809 году Северо-Западная компания основала на их землях торговый пост, который возглавил  известный исследователь Дэвид Томпсон, назвав его Каллиспелл-Хаус.
В 1855 году, вместе с соседними народами, подписали мирный договор с губернатором территории Вашингтон Айзеком Стивенсом, согласно которому, индейцы должны были поселиться в резервациях. В это период времени народ окончательно разделился на две части: верхние пан-д’орей согласились поселиться вместе с флатхедами и кутенаи в резервации Флатхед, нижние отказались, продолжая вести традиционный образ жизни на своей территории. В 1872 году они снова отказались подписать договор с правительством США, лишь в 1887 году часть нижних пан-д’орей переехала во Флатхед. В 1914 году американское правительство согласилось образовать резервацию для нижних пан-д’орей на северо-востоке штата Вашингтон, общей площадью 18,44 км².

## География
Резервация расположена в северо-восточной части штата Вашингтон вдоль реки Панд-Орей в округе с таким же названием.
Общая площадь Калиспел составляет 27,35 км², из них 26,90 км² приходится на сушу и 0,45 км² — на воду. Административным центром резервации является неинкорпорированное сообщество Аск.

## Демография
В 2019 году в резервации проживало 758 человек. Расовый состав населения: белые — 303 чел., афроамериканцы — 2 чел., коренные американцы (индейцы США) — 329 чел., азиаты — 0 чел., океанийцы — 91 чел., представители других рас — 0 чел., представители двух или более рас — 33 человека. Плотность населения составляла 27,35 чел./км².